# Stanley Prusiner
Stanley Ben Prusiner (né le 28 mai 1942 à Des Moines dans l'Iowa aux États-Unis) est un médecin neurologue américain. Il reçoit le prix Nobel de physiologie ou médecine en 1997 pour ses travaux sur les prions.

## Biographie
Stanley Prusiner grandit à Des Moines et Cincinnati, avant de faire ses études à l'université de Pennsylvanie où il reçoit son master de science et à l'University of Pennsylvania School of Medicine pour sa thèse de médecine en neurologie. Il fait son internat à l'université de Californie à San Francisco (UCSF) puis part en post-doc au National Institutes of Health travailler dans le laboratoire de Earl Stadtman. Il retourne faire son clinicat à UCSF jusqu'en 1974, date à laquelle il intègre le service de neurologie de l'hôpital.
En 1997, il reçoit le prix Nobel de physiologie ou médecine pour ses travaux sur l'encéphalopathie spongiforme bovine et la découverte des prions.

## Apports scientifiques
Stanley Prusiner travaille à l'identification de l'agent infectieux responsable de la tremblante du mouton dès 1977 en collaboration avec Richard Race. Son apport essentiel est d'avoir démontré à la fin de l'année 1981 le rôle central des protéines PrP-c sous forme de PrP-sc (avec un autre repliement) ou prion comme la cause de cette pathologie ovine, puis en 1985 de les avoir également identifiées dans les cerveaux de patients atteints de la maladie de Creutzfeldt-Jakob ou des encéphalopathies spongiformes humaines et animales. Cette découverte cruciale provoque de nombreuses controverses, car elle s'oppose au paradigme scientifique selon lequel il n'y a que trois types d'agents infectieux (virus, bactéries, parasites) excluant l'infectiosité portée par une simple protéine. Stanley Prusiner a donc fait évoluer ce paradigme en démontrant l'existence d'un nouveau type d'agent infectieux.

## Prix et distinctions
- 1992 : Membre de la National Academy of Sciences
- 1993 : Membre de l'American Academy of Arts and Sciences
- 1993 : Prix Gairdner
- 1994 : Prix Lasker pour la recherche médicale fondamentale
- 1995 : Prix Wolf de médecine
- 1996 : Membre de la Royal Society
- 1997 : Prix Nobel de physiologie ou médecine
- 2010 : National Medal of Science